# Kew-palota
A Kew-palota London délnyugati részén, Richmond upon Thames kerületben, a Kew Gardens területén áll.

## Az első palota
A mai palota elődjét 1631-ben építette Samuel Fortrey a Capel nemesi család számára. Később II. György brit király titkára, Samuel Molyneux tulajdonába került; tőle hosszú éveken át bérelte Frigyes Lajos walesi herceg. A palotához tartozó mintegy 120 hektáron elterülő parkot, melyet Sir William Chambers tervezett, az angol kertépítészet egyik legkiemelkedőbb példájaként tartották számon.

## III. György palotája
Miután a Capel-féle palotát elbontották, James Wyatt angol építész, III. György parancsára egy új, neogótikus stílusú palotát épített fel. Mivel a király a windsori palotában lakott, a Kew-palotát feleségének, Sarolta királynénak ajándékozta, viszont ő soha sem költözött be az épületbe. IV. György uralkodása idején, 1828-ban ezt az épületet is lebontották.

## Sarolta királyné palotája
A ma is látható palotát 1663-ban építették a Capel-féle palotával szemben. Építője egy flamand kereskedő volt; róla kapta első nevét is: Dutch House (Holland ház). Hosszú éveken át III. György bérelte, majd 1734-ben felvásárolta ideiglenes otthonnak, amíg a szomszédos palota felépül. Sarolta királyné egyik kedvenc tartózkodási helye volt; itt is halt meg 1818. november 17-én. 1837-ben, trónra kerülése után Viktória királynő parkjával együtt a Kew Gardensnek adományozta.

## Napjainkban
A palotát 2006-ban, hosszas helyreállítás után megnyitották a nagyközönség számára.